# Nong Het
Nong Het (tiếng Lào: ເມືອງໜອງແຮດ), tại Việt Nam gọi là "Noọng Hét", là một muang (mường, huyện) thuộc tỉnh Xiengkhuang ở bắc trung Lào, giáp với huyện Kỳ Sơn tỉnh Nghệ An, Việt Nam .